# Opogona phaeochalca
Opogona phaeochalca är en fjärilsart som beskrevs av Edward Meyrick 1908. Opogona phaeochalca ingår i släktet Opogona och familjen äkta malar. Inga underarter finns listade i Catalogue of Life.